# Wolfgang Millendorfer
Wolfgang Millendorfer (* 1. Oktober 1977 in Eisenstadt) ist ein österreichischer Journalist und Autor.

## Leben
Wolfgang Millendorfer wuchs in Sigleß auf. Er studierte Publizistik und Anglistik an der Universität Wien und lebt heute in Mattersburg. Derzeit ist er als Redakteur für die Burgenländische Volkszeitung tätig.
Millendorfer ist Autor von Kurzgeschichtenbänden, Kinderbüchern und Romanen. Zu seinen Auszeichnungen zählen u. a. der BEWAG-Literaturpreis, der Literaturpreis der Burgenlandstiftung Theodor Kery und der Literaturpreis des Landes Burgenland.

## Publikationen
- Stammgäste. 23 Kurzgesichter & Frakturen, 5 Geschichten. edition lex liszt 12, Oberwart 2007, ISBN 978-3-901757-64-8.
- Doppelgänger. Kurzgeschichten. edition lex liszt 12, Oberwart 2011, ISBN 978-3-9901601-6-9.
- mit Paul Mühlbauer: Der Flachwasser-Bücherwurm. edition lex liszt 12, Oberwart 2012, ISBN 978-3-9901604-0-4.
- Vera Sebauer (Hrsg.): Reisebuch Burgenland. Plätze, Blicke, Poesie. Edition Marlit, März 2014, ISBN 978-3-902931-05-4.
- Kein Platz in der Stadt. Löcker Verlag, Wien 2017, ISBN 978-3-85409-843-0.
- Kopf über Wasser. Milena, Wien 2021, ISBN 978-3-903184-78-7

## Auszeichnungen
- BEWAG-Literaturpreis 2008
- Literaturpreis des Landes Burgenland 2011[1]
- Literaturpreis der Burgenlandstiftung Theodor Kery 2012[2]
- 1. Platz Textfunken-Literaturwettbewerb 2023